# Odilon Rodrigues de Sousa
Odilon Rodrigues de Sousa foi um político brasileiro do estado de Minas Gerais. Atuou como deputado estadual em Minas Gerais durante a 4ª e 5ª legislaturas (1959-1967), como suplente.